# Hrabstwo Windsor
Hrabstwo Windsor (ang. Windsor County) – hrabstwo w stanie Vermont w Stanach Zjednoczonych. Obszar całkowity hrabstwa obejmuje powierzchnię 975,74 mil² (2527,15 km²). Według szacunków United States Census Bureau w roku 2009 miało 56 670 mieszkańców.
Hrabstwo powstało w 1781 roku.

## Gminy (town)
- Andover
- Baltimore
- Barnard
- Bethel
- Bridgewater
- Cavendish
- Chester
- Hartford
- Hartland
- Ludlow
- Norwich
- Plymouth
- Pomfret
- Reading
- Rochester
- Royalton
- Sharon
- Springfield
- Stockbridge
- Weathersfield
- West Windsor
- Weston
- Windsor
- Woodstock[4]

## Wsie (village)
- Ludlow
- Perkinsville
- Woodstock[4]

## CDP
- Ascutney
- Bethel
- Cavendish
- Chester
- Hartland
- North Hartland
- North Springfield
- Norwich
- Proctorsville
- Quechee
- Rochester
- South Royalton
- Springfield
- White River Junction
- Wilder
- Windsor[4]

| Populacja hrabstwa w poprzednich latach | Populacja hrabstwa w poprzednich latach |
| Rok                                     | Liczba ludności                         |
| --------------------------------------- | --------------------------------------- |
| 1980                                    | 50 874                                  |
| 1990                                    | 54 055                                  |
| 2000                                    | 57 418                                  |
| 2005                                    | 58 028                                  |